# تيسيرا (تجارة)

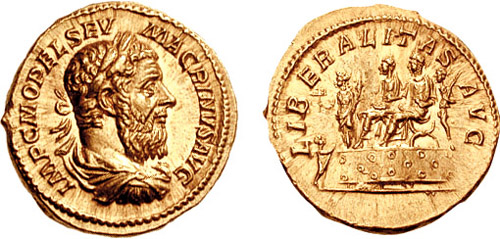
عملة أوريوس للإمبراطور الروماني ماكرينوس - الإمبراطور يعطي تيسيرا للشعب

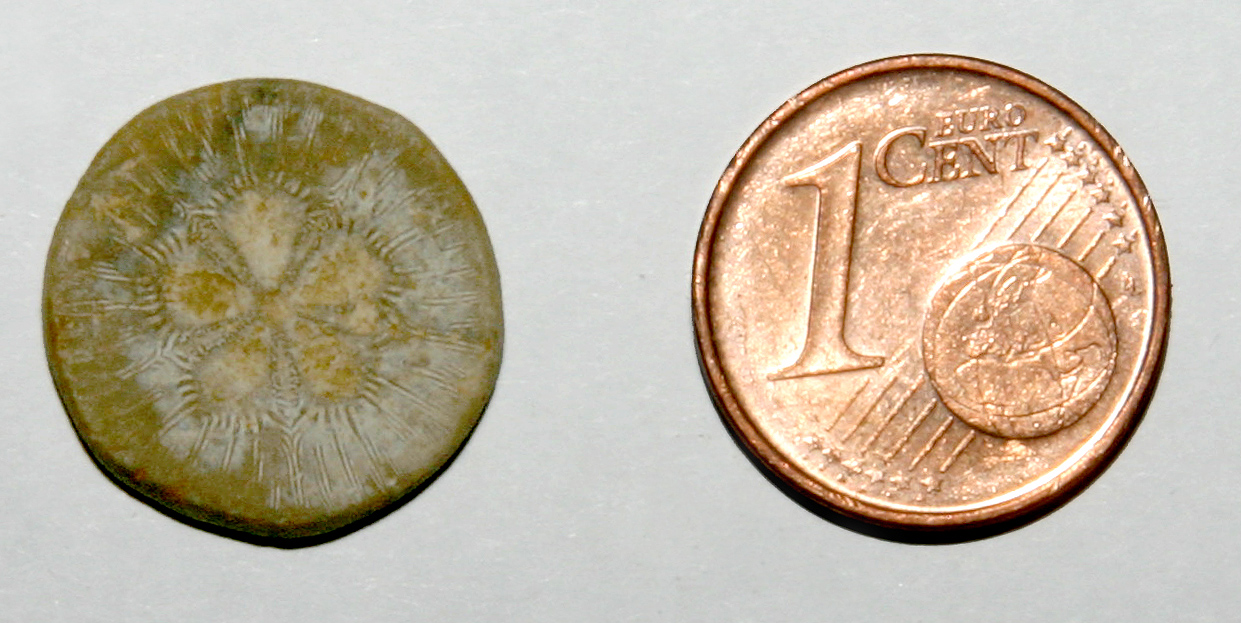
تيسيرا رومانية

كانت التيسيرا هي المعادل الروماني القديم لتذكرة المسرح. تم ختم ممر الدخول ورقم الصف للمشاهدين الذين يحضرون حدثًا في مدرج أو ساحة على لوح من الطين. توأبواب الكولوسيوم في روما توجد أرقام تتوافق مع تلك المختومة على التيسيرا للمشاهد.
كانت tesserae frumentariae و tesserae nummariae عبارة عن رموز قدمها الحكام الرومانيون في أوقات معينة للمواطنين، وفي مقابلها حصلوا على كمية محددة من القمح أو المال. 